# Archivos departamentales
En Francia, la expresión «archivos departamentales» designa tanto la administración responsable de la gestión de los archivos producidos en un departamento, oficialmente llamado servicio de archivos departamentales como el edificio donde estos archivos se guardan y pueden ser consultados por el público. La expresión se utiliza muy raramente para designar los propios documentos de archivo: los archivos propios del departamento como comunidad territorial forman sólo una pequeña parte de estos archivos.
En varios departamentos se publicó una guía de archivo en la segunda mitad del siglo XX para presentar estos diferentes aspectos al público.

## Historia
Los archivos departamentales fueron creados en cada departamento en virtud de la ley del 26 de octubre de 1796 (5 de brumario del año V). Se destinaron a conservar los archivos del Antiguo Régimen (incluidos los de los obispados, abadías, etc. que hubieran desaparecido) así como los archivos de las nuevas instituciones.
La ley de 28 Pluviôse Año VIII establece que el prefecto es responsable de la vigilancia de los archivos. Parece que este último le prestó poca atención entonces. La ley de 10 de mayo de 1838 convierte la conservación de los archivos en un gasto obligatorio para los departamentos. Se complementa con varias circulares y instrucciones del Ministerio del Interior que establece en particular un marco de clasificación uniforme (ver más abajo). 
El decreto de 4 de febrero de 1850 otorga la exclusividad de los puestos de archivistas departamentales a los alumnos graduados en la École Nationale des Chartes o, en su defecto, a los titulares de un certificado expedido por una comisión establecida en el Ministerio del Interior.
Esta situación favorece el archivado y clasificación de archivos, así como la elaboración e impresión de instrumentos de descripción.
Varios archivos departamentales sufrieron destrucción, a veces muy significativa, durante la Primera y Segunda Guerra Mundial. Por ejemplo en Arras, el palacio Saint-Vaast que albergaba los archivos departamentales de Pas-de-Calais fue destruido en 1914 por cañones alemanes, los archiveros solo pudieron salvar en un sótano no ocupado por los defensores de la ciudad parte de los más valiosos archivo
La Segunda Guerra Mundial volvió a interrumpir los servicios. Después de la Liberación, los archivos departamentales experimentaron un período más próspero, con un aumento de su personal. Esta es a menudo una oportunidad para construir nuevos edificios de archivo.
Las leyes de descentralización de 1983 encomiendan a los departamentos la gestión de los archivos departamentales, denominados oficialmente "servicios de archivos departamentales". Sin embargo, el Estado continúa desempeñando un papel en los archivos departamentales a través del control científico y técnico, ejercido por el director del servicio.

## Estado y misiones

### Estado
Los archivos departamentales son principalmente un servicio del departamento, bajo la autoridad del presidente del consejo departamental y, alternativamente, un servicio descentralizado del Estado bajo la autoridad del prefecto y del Ministro de Cultura.
Los archivos departamentales cumplen misiones delegadas al Estado:
- conservando archivos que siguen siendo propiedad del Estado;
- ejerciendo control científico y técnico sobre los archivos de los municipios, sus asociaciones y establecimientos públicos.

Para poder ejercer estas funciones soberanas, los directores de archivos departamentales son siempre curadores o curadores generales del patrimonio de la función pública del Estado, puestos a disposición de los consejos departamentales. Ciertos puestos de curadores, así como los puestos de encargados de estudios documentales o secretarios de documentación, dentro de los archivos departamentales, son también puestos de disposición estatal, otros dependen del servicio público territorial.

### Documentos guardados
El decreto del 1 de julio de 1921 sobre el reglamento general de los archivos departamentales definió oficialmente su composición en estos términos:
a) Los títulos de instituciones y establecimientos del Antiguo Régimen suprimidos en 1790 y siguientes, así como papeles de particulares embargados durante la Revolución;
b) Papeles de sucesivas administraciones e instituciones públicas en los departamentos desde 1790 hasta el año VIII (departamentos, distritos, municipios corregidores, tribunales o comisiones revolucionarias, comités de vigilancia, sociedades populares, etc.);

c) Papeles de administraciones y establecimientos cuyas leyes, decretos o reglamentos hayan prescrito o autorizado el depósito en los Archivos Departamentales.
La lista de tipos de documentos conservados, administrados y destacados por los archivos departamentales ahora está establecida por el artículo R. 212-62 del código de patrimonio:
- Documentos del Antiguo Régimen que se le atribuyen desde el año V (o posterior);
- los propios archivos del departamento desde la Revolución;
- los archivos de los servicios estatales descentralizados y los establecimientos públicos, cuya sede se encuentra en el departamento (prefecturas, rectorados, DRASS ( DASS o Asistencia Pública: Pupilles de l'Etat), pero también universidades, agencias de agua...);
- los archivos notariales de los notarios del departamento;
- determinados archivos municipales cuyo archivo es, según los casos, voluntario u obligatorio;
- archivos privados depositados o archivos de origen privado cuya titularidad haya sido transferida (por donación, legado o venta ) al departamento.

Además, los departamentos que integran la cabecera de la región podrán, mediante acuerdo con el consejo regional, conservar los archivos regionales o parte de ellos.
Finalmente, los archivos departamentales de Guadalupe, Guyana y Martinica son los beneficiarios del depósito legal.
En su mayor parte, la legislación es la de los archivos públicos franceses.

## El marco de archivo para los archivos departamentales

### Noción de «marco de clasificación»
La clasificación de los archivos se basa en un marco de clasificación, común a todos los departamentos franceses, compuesto por series identificadas por una letra (mayúscula). Cualquier número de subserie puede variar según la historia del departamento y la de su depósito de archivos: los depósitos y pagos de notarios se clasificarán por ejemplo en la subserie 3E en un departamento y en la subserie 5E en otro.
Luego de la identificación de la serie o subserie, la consulta de los inventarios o de los directorios digitales de esta serie deberá proporcionar una topografía o referencia indispensable para la comunicación del artículo deseado.
En determinados servicios departamentales de archivos, el marco de archivo incluye disposiciones que tienen en cuenta la historia institucional específica de estos departamentos y la existencia de fondos de archivos atípicos (departamentos de ultramar, gestión de la Compañía de las Indisa bajo el Antiguo Régimen, etc.). Por lo tanto, algunas series pueden no estar presentes en algunos repositorios.

### Serie o subserie sin limitación de fechas
- Serie E (subserie variable): estado civil (puede contener, por excepción, artículos posteriores a 1790); archivos notariales (pueden contener, por excepción, artículos posteriores a 1790)
- Serie de depósito electrónico: registros parroquiales, estado civil y archivos comunales depositados (colectas comunales depositadas) - (todas las fechas
- serie H-depósito: archivos hospitalarios depositados (todas las fechas)
- Serie J: documentos diversos (ingresados por medios extraordinarios) (todas las fechas)

### Serie antigua (archivos anteriores a 1790)
| Serie A | Legislaciones reales; dominios reales                                                                                        |
| Serie B | Tribunales y jurisdicciones: parlamentos, bailías, tribunales penales, senescalías, almirantazgos, jurisdicciones señoriales |
| Serie C | Administraciones provinciales: Intendentes.                                                                                  |
| Serie D | Instrucción pública, ciencias y artes.                                                                                       |
| Serie E | Feudalismo; archivos familiares; corporaciones                                                                               |
| Serie F | Varios documentos y archivos; registros civiles.                                                                             |
| Serie G | Clero secular (antiguas diócesis, cabildos catedralicios, parroquias, parroquias)                                            |
| Serie H | Clero regular (abadías, prioratos, colegiatas)                                                                               |
| Serie I | Fondos protestantes |

### Serie era revolucionaria (1789 a 1800)
| Serie K | Leyes, ordenanzas, decretos (1789-1940) (en parte)                         |
| Serie L | Fondo del período revolucionario (1789-1800): administraciones; tribunales |
| Serie Q | Áreas; registro; hipotecas (en parte)                                      |

### Serie moderna (1800 a 1940)
| Serie M | Administración General: elecciones y listas electorales, censos, etc. |
| Serie N | administración y contabilidad departamental                           |
| Serie O | Administración municipal                                              |
| Serie P | Finanzas; impuestos, catastro                                         |
| Serie Q | Áreas; registro; hipotecas                                            |
| Serie R | Guerras y asuntos militares                                           |
| Serie S | Trabajos públicos; transporte                                         |
| Serie T | Educación; cultura; Deportes                                          |
| Serie U | Justicia                                                              |
| Serie V | Cultos                                                                |
| Serie X | Asistencia social pública                                             |
| Serie Y | Establecimientos penitenciarios                                       |
| Serie Z | Subprefecturas                                                        |

### Archivos Contemporáneos
- Serie W: Archivos públicos posteriores a 1940 (10 de julio de 1940)

La Serie W fue creada el 31 de diciembre de 1979 para apoyar los servicios administrativos y los cargas judiciales del período posterior a 1940.
La serie W se basa en el principio del depósito como unidad de gestión, clasificación e indexación de archivos. Las transferencias se definen como todos los documentos de la misma fuente ingresados en la misma fecha en los archivos.
El principio es el de una numeración continua de cuotas:
- de 1 a 999 para cuotas ingresadas antes de 1980,
- desde 1000 para pagos ingresados desde el 1 de enero de 1980.

Para facilitar la búsqueda, la indexación se asocia en principio a la serie W, que se basa en el tesauro W. Además, como cuestión de principio, los instrumentos de descripción de la serie W deben presentarse de acuerdo con los servicios productores (ver respeto por los fondos ).

### Series particulares
- Serie Fi: Mapas, planos y documentos figurados ingresados por medios extraordinarios
- Serie Mi: Microfilme
- Serie AV: archivos sobre soporte audiovisual